# Centrorhynchus dipsadis
Centrorhynchus dipsadis är en hakmaskart som först beskrevs av Otto Friedrich Bernhard von Linstow 1888.  Centrorhynchus dipsadis ingår i släktet Centrorhynchus och familjen Centrorhynchidae. Inga underarter finns listade i Catalogue of Life.